# Ramón García Mateos
Ramón García Mateos (Salamanca, 30 de setembre de 1960) és un poeta i professor espanyol. Ha impartit classes de Literatura espanyola a la Universitat Rovira i Virgili de Tarragona i exerceix la docència a l'Institut d'Educació Secundària de Cambrils (Tarragona), localitat marinera a la que resideix. Va ser a més fundador i codirector de la revista La Poesía, señor hidalgo.

## Obra
Al camp de la creació literària és autor dels llibres de poemes: De una eterna voz (1986), conjuntament amb Leopoldo de Luis; Triste es el territorio de la ausencia (1998), que va obtenir el premi de poesia Blas de Otero; Como el faro sin luz de la tristeza (2000), guanyador del premi González de Lama; Lo traigo andado (2000); De ronda y madrugada (2001), accèssit al premi internacional de poesia Ciudad de Torrevieja; Morfina en el corazón (2003), que va obtenir el premi Rafael Morales; i Como otros tienen una patria (2007), llibre guanyador del Premi Internacional de Poesia Ciudad de Salamanca. La Diputació de Salamanca, a la seva Colección Autores Salmantinos, va publicar l'antologia Rumor de agua redonda (Antología 1998-2010) (2010), síntesi de tots els llibres anteriors, amb pròleg d'Angel Luis Prieto de Paula. Així mateix els seus versos han vist la llum en diverses revistes literàries, tant espanyoles com estrangeres, i en  antologies: Un siglo de sonetos en español (2000), Las palabras de paso (2001), Al aire nuevo. Antologia de poesía española actual (2001), Entonces, ahora (2003) i 11-M: poemas contra el olvido (2004). Ha participat en obres col·lectives que agrupen poetes del Camp de Tarragona, com ara Pasión primera. Ramón García Mateos, Alfredo Gavín, Juan López Carrillo, Josep Moragas y Manuel Rivera. Reus: Rotoarco, 1984. (Amargamar; 1) ISBN 8439814941 i Homenaje a Vicente Aleixandre. Edición a cargo de Ramón García Mateos, Alfredo Gavín Agustí, Juan López Carrillo, Josep Moragas Pagés y Manuel Rivera Moral. Reus: Rotoarco, 1985. (Amargamar; 2). ISBN 8439833709
Ha publicat nombrosos treballs d'investigació, centrats especialment en l'anàlisi de la relació literatura-folklore. Fruit d'una dedicació continuada a aquest àmbit dels estudis literaris és el llibre Del 98 a García Lorca. Ensayo sobre tradición y literatura (1998). En record i homenatge del poeta José Agustín Goytisolo va coordinar i editar el volum miscelani Tempestades de amor contra los cielos. Homenaje a José Agustín Goytisolo (2000). Així mateix és editor de l'antologia Palabras frente al mar (2003). Juntament amb Carme Riera, és el responsable de l'edició crítica de la Poesía Completa (2009) de José Agustín Goytisolo.
Ha traduït al castellà la poesia completa del poeta català Gerard Vergés, que ha vist la llum sota el títol La raíz de la mandrágora (2005). A la primavera de 2006 va aparèixer Memoria [amarga] de mí, un llibre amb aparença de dietari que, en paraules de l'autor, "paga una antigua deuda con la poesía y la amistad".
En 2012 ha estat guardonat amb el Premio Tiflos de Cuento pel llibre Baza de copas. Ajuste de cuentas i, així mateix, va guanyar els Jocs Florals de Tegucigalpa amb Daguerrotipos moderadamente apócrifos, convocats per l'Alcaldia Municipal del Districte Central amb el suport del Centre Cultural d'Espanya a Tegucigalpa.
Ha participat en l'obra col·lectiva Jo sóc aquell que em dic Gerard (Terres de l'Ebre, Editorial Petròpolis, 2010)